# میراث باستانی ایران
میراث باستانی ایران (به انگلیسی: The Heritage of Persia) نوشته ریچارد فرای است که توسط مسعود رجب‌نیا به فارسی برگردانیده شده‌است

## فصل‌های کتاب
- دیباچه

1. فصل اول: سرزمین ایران و مناظر جالب آن
  1. کلیات و جزئیات جغرافیایی
  2. زمینه جغرافیایی تاریخ
  3. مردم تغییر می‌کنند اما بر جای می‌مانند
2. فصل دوم: سنت‌های ایرانیان
  1. گذشته آریایی‌ها
  2. زرتشت و پیام او
  3. داستان‌های حماسی مشرق
3. فصل سوم: ایران و سرزمین‌های مغرب آن
  1. میراث قرن‌ها
  2. دودمان‌های نوخاسته
  3. پیشرفت کار پارس‌ها
  4. روی نمودن دوران فترت در شاهنشاهی
  5. شاهنشاهی یکپارچه هخامنشیان دربار و دیوان
  6. اوضاع اقتصادی
  7. دین در پایان روزگار هخامنشیان
  8. برافتادن دودمان هخامنشی
4. فصل چهارم: سرزمین‌های پیرامون مرزهای ایران
  1. اسکندر و میراث او
  2. تمرکز سلوکیان
  3. میراث هلنی
  4. گسترش فرهنگ هلنی در سرزمین‌های دیگر
  5. دولت یونانی باختر
  6. گندهاره و نفوذ مغرب
5. فصل پنجم: اشکانیان
  1. دودمان فراموش شده
  2. تبار پارتیان
  3. راه به سوی مغرب
  4. پارت و روم
  5. دستگاه حکومت و دیوان شاهنشاهی
  6. ادبیات و فرهنگ
  7. پایه دین زرتشت
  8. کوشانیان و مشرق
  9. سنت‌های فارس
6. فصل ششم: جانشینان هخامنشیان
  1. اردشیر و دوران تاریخی
  2. امپریالیسم شاپور
  3. جنبش‌های کفرآمیز و دستگاه روحانی
  4. روزگار سربلندی ایران
7. فصل هفتم: افتادن ایران بدست مسلمانان
  1. از هم پاشیدگی نظم کهن
  2. جنگ اسلام با ایران
  3. خصوصیات آسیای میانه
  4. آئین زرتشت در فارس
  5. آغاز زندگی نوین ایران
8. حواشی
9. شرحی دربارهٔ نقشه‌ها
10. ضمیمه‌ها
11. کتاب‌شناسی
12. فهرست اعلام